# Venus y Marte (Saraceni)
Venus y Marte es un cuadro del pintor italiano del Barroco Carlo Saraceni, realizado en torno a 1600, que se encuentra en el Museo Thyssen-Bornemisza.

## El tema
Marte, Ares para los griegos es un hijo de Zeus y Hera. Este dios olímpico griego de la segunda generación difiere de la diosa Atenea al ser el dios de la guerra devastadora y homicida frente a la guerra justa de la patrona de Atenas. Homero le describe como un guerrero fuertemente armado, de gran estatura, ágil, fuerte y el más rápido de los dioses. En cierta ocasión los dos dioses guerreros se enfrentarán entre sí, siendo Ares derrotado por la diosa de una pedrada.
Habitaba con sus hijas, las amazonas, en Tracia, siendo venerado especialmente en la ciudad griega de Tebas. Sus amoríos son frecuentes, siendo la más célebre el que experimenta con Afrodita, esposa infiel del dios Hefesto, aunque tuvo a Cicno, Licaón y Diomedes, hijos caracterizados por su violencia y salvajismo con una mujer mortal llamada Pirene. Otros descendientes serán Meleagro y Driante, o los fundadores de Roma, Rómulo y Remo, por lo que fue adorado (como Marte) en la capital del Imperio Romano más que entre los griegos.
Sus símbolos iconográficos son los de un joven imberbe, desnudo o armado, con espada, sentado en un carro militar, con yelmo a sus pies.
Son muy frecuentes sus representaciones en estatuas como el Ares Ludovisi en el Palacio Altemps, la Venus y Marte de Antonio Canova del Museo del Prado o el Ares Borghese, en cuadros como el de Sandro Botticelli Venus y Marte, de la National Gallery de Londres, 1483, Marte desarmado por Venus y las Gracias, de Jacques-Louis David o Marte y Rea Silvia de Rubens.

## Descripción de la obra

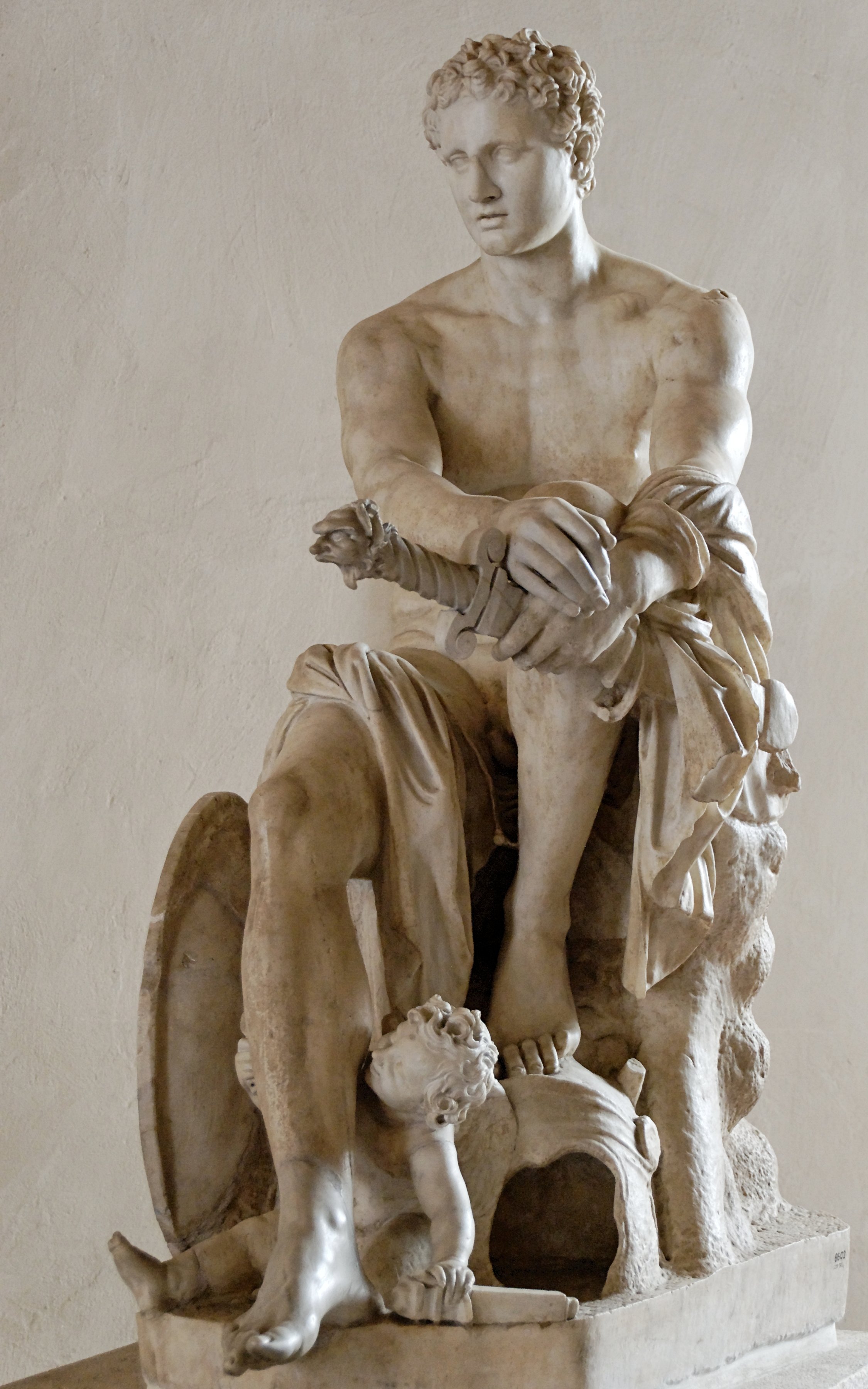
Ares Ludovisi, copia romana de una estatua original griega del Palacio Altemps.

En el cuadro se muestra el amor clandestino entre Venus y Marte, según lo relata Ovidio en sus Metamorfosis (IV, 167-189). En la propia morada de Vulcano, cuya forja se percibe al fondo de columnata de la logia, los amantes se entregan a la pasión sobre un lecho blanco, mientras cinco amorcillos juguetean en los alrededores, dos de ellos con la ropa de la cama mientras que los otros tres lo hacen con la armadura del dios de la guerra.
Saraceni tiene otras dos obras con estos personajes, uno de ellos en el Museo de Arte de São Paulo.